# Kisapostag, Fejér
Kisapostag  este un sat în districtul Dunaújváros, județul Fejér, Ungaria, având o populație de 1.395 de locuitori (2011). 

## Demografie
Componența etnică a satului Kisapostag
     Maghiari (97,02%)
     Germani (1,4%)
     Necunoscut (0,74%)
     Alții (0,83%)
Componența confesională a satului Kisapostag
     Fără religie (26,52%)
     Romano-catolici (25,02%)
     Luterani (8,39%)
     Reformați (4,8%)
     Atei (1,29%)
     Necunoscută (33,62%)
     Greco-catolici (0,36%)
     Alte religii (0,72%)
Conform recensământului din 2011, satul Kisapostag avea 1.395 de locuitori. Din punct de vedere etnic, majoritatea locuitorilor (97,02%) erau maghiari, cu o minoritate de germani (1,4%). Apartenența etnică nu este cunoscută în cazul a 0,74% din locuitori. Nu există o religie majoritară, locuitorii fiind persoane fără religie (26,52%), romano-catolici (25,02%), luterani (8,39%), reformați (4,8%) și atei (1,29%). Pentru 33,62% din locuitori nu este cunoscută apartenența confesională.